# Pseudomyrmex adustus
Pseudomyrmex adustus är en myrart som först beskrevs av Borgmeier 1929.  Pseudomyrmex adustus ingår i släktet Pseudomyrmex och familjen myror. Inga underarter finns listade i Catalogue of Life.